# Britta Persson
Pour les articles homonymes, voir Persson.
Britta Persson est une chanteuse de rock et de folk-rock suédoise né en 1981, active depuis 2005. Son premier disque sorti sur un label, le mini-album Found at Home, est produit par Kristofer Åström.

## Discographie

### Mini-album
- Found at Home, Startracks/V2 Records, 2005

### Albums
- Top Quality Bones and a Little Terrorist, Bonnieramigo, 2006
- Kill Hollywood Me, Bonnieramigo, 2008
- Current Affair Medium Rare, Selective Notes/Razzia, 2010
- If I Was Be a Band My Name Would Be Forevers, Selective Notes/Razzia, 2013